# Wolfgang Meid
Wolfgang Meid (* 12. November 1929 in Pfungstadt (Hessen)) ist ein deutscher Sprachwissenschaftler und Indogermanist. Er ist emeritierter Professor für (Vergleichende) Sprachwissenschaft und gilt als einer der international führenden Indogermanisten und Keltologen.

## Leben
Meid studierte Vergleichende Sprachwissenschaft, Klassische Philologie und Indologie an den Universitäten Frankfurt am Main und Tübingen. In Tübingen wurde er 1955 promoviert. Nach Lehrtätigkeiten an den Universitäten Dublin und Würzburg wurde er 1965 Professor an der Universität Innsbruck und dort 1999 emeritiert.
Meid war Herausgeber und Verleger der Reihen „Innsbrucker Beiträge zur Kulturwissenschaft“ und „Innsbrucker Beiträge zur Sprachwissenschaft“ sowie Mitherausgeber von Archaeolingua (Budapest) und Autor von 30 Monographien und über 130 Beiträgen in Zeitschriften und Sammelbänden. Als IBS-Editor ist er bis heute aktiv.

## Auszeichnungen
- 1974: Korrespondierendes Mitglied der Österreichischen Akademie der Wissenschaften
- 1993: Wilhelm-Hartel-Preis
- 2004: Ehrendoktorwürde, Doctor of Celtic Studies honoris causa (DLitt. Celt. h.c.) der National University of Ireland

## Publikationen (Auswahl)
als Autor
- Personalia mit -no-Suffix. Studien zu den mittels -no- gebildeten westindogermanischen Führer- und Herrscherbezeichnungen, Götternamen und verwandten Personalia. Dissertation, Universität Tübingen 1955, V, 240 S. (unpubliz.).
- Die indogermanischen Grundlagen der altirischen absoluten und konjunkten Verbalflexion. Harrassowitz, Wiesbaden 1963. 142 S. (zugl. Habilitationsschrift, Universität Würzburg).
- Die Kelten. 2. Aufl. Reclam, Stuttgart 2011, ISBN 978-3-15-017053-3 (fachwissenschaftliche Rezension bei H-Soz-u-Kult).
- Das germanische Praeteritum. Indogermanische Grundlagen und Entfaltung im Germanischen (= Innsbrucker Beiträge zur Sprachwissenschaft; 3). Universität, Innsbruck 1971. 134 S.
- Ausgewählte Schriften zum Indogermanischen, Keltischen und Germanischen (= Innsbrucker Beiträge zur Sprachwissenschaft, Bd. 144). Universität, Innsbruck 2012, ISBN 978-3-85124-730-5.

als Bearbeiter
- Hans Krahe: Germanische Sprachwissenschaft. Göschen, Berlin 1967ff.

1. Einleitung und Lautlehre (= Sammlung Göschen; 238). 7. Aufl. 1969. 148 S.
2. Formenlehre (= Sammlung Göschen; 780). 7. Aufl. 1969. 155 S.
3. Wortbildungslehre (= Sammlung Göschen; 1218). 7. Aufl. 1969. 270 S.

- Hans Krahe: Grundzüge der vergleichenden Syntax der indogermanischen Sprachen (= Innsbrucker Beiträge zur Sprachwissenschaft; 8). Universität Innsbruck 1972. 136 S. (zusammen mit Hans Schmeja).

als Übersetzer
- Marija Gimbutas: Das Ende Alteuropas. Der Einfall von Steppennomaden aus Südrußland und die Indogermanisierung Mitteleuropas (= Innsbrucker Beiträge zur Kulturwissenschaft/Sonderheft; 90). Archaeolingua, Budapest 1994, ISBN 963-8046-09-0, 135 S. (zusammen mit Maria Seissl).
- Sándor Bökönyi: Das Przewalski-Pferd oder Das mongolische Wildpferd (= Innsbrucker Beiträge zur Kulturwissenschaft/Sonderheft; 127). Archaeolingua, Innsbruck 2008, ISBN 978-3-85124-223-2.

als Herausgeber
- Ernst A. Ebbinghaus: Gotica (unter Mitarbeit von Christian T. Petersen)
- mit Hermann M. Ölberg und Hans Schmeja: Studien zur Namenkunde und Sprachgeographie. Festschrift für Karl Finsterwalder zum 70. Geburtstag. Innsbruck 1971 (= Innsbrucker Beiträge zur Kulturwissenschaft. Band 16).